# 738 a.C.

## Eventos
- 739/738: Šamaš-kenu-dugul, o camareiro, magistrado epônimo da Assíria.[1][Nota 1]
- 739/738: Campanha dos assírios contra Namri.[1]
- 738/737: Adad-bela-ka'in, governador de Assur, magistrado epônimo da Assíria.[1]
- 738/737: Campanha dos assírios contra Namri, pelo segundo ano seguido.[1]